# Novosvitivka, Berezivka
Novosvitivka (în ucraineană Новосвітівка) este un sat în comunei Petrovirivka din raionul Berezivka, regiunea Odesa, Ucraina.

## Demografie
Componența lingvistică a localității Novosvitivka
     Ucraineană (94,55%)
     Rusă (3,63%)
     Română (1,09%)
     Alte limbi (0,73%)
Conform recensământului din 2001, majoritatea populației localității Novosvitivka era vorbitoare de ucraineană (94,55%), existând în minoritate și vorbitori de rusă (3,63%) și română (1,09%).